# Relapse (альбом Ministry)
| Оценки критиков     | Оценки критиков |
| Источник            | Оценка          |
| ------------------- | --------------- |
| Allmusic            | [ 1 ]           |
| COMA Music Magazine | favorable       |
| ReGen Magazine      | [ 3 ]           |

Relapse (с англ. повторение, рецидив) — двенадцатый студийный альбом индастриал-метал-группы Ministry, выпущен 23 марта 2012 года на 13th Planet Records. Диск был записан после трехлетнего перерыва с ноября 2008 по август 2011 года, а также в момент клинической смерти фронтмена группы Эла Йоргенсена.

## Об альбоме
Relapse — первый студийный альбом Ministry с оригинальным материалом, после альбома 2007 года The Last Sucker, на 2012 год, это самый длинный промежуток, между их студийными альбомами. Группа ранее распалась в 2008 году, и с тех пор Йоргенсен заявлял, что воссоединение группы никогда не произойдет. В ноябре 2008 года в журнале Hustler Йоргенсен рассказал о причине распада группы. Она состояла в том, что «это занимало так много времени». Он также сказал, что был ответственен за шесть других групп и мог получить семь альбомов, сделанных за год, не работая над новым материалом для Ministry.
Группа закончила свой перерыв 7 августа 2011 года, когда было объявлено, что они будут играть на фестивале Wacken в Германии под открытым небом, 2-4 августа 2012 года. Позднее в том же месяце Йоргенсен заявил журналу Metal Hammer о начале работы над Relapse, который они надеются выпустить к Рождеству. Относительно звука нового материала он объяснил:

«Мы записали только пять песен. Я слушал их последние недели и я был действительно не в настроении, я просто делал их в качестве шутки. Просто чтобы скоротать время, но Майк постоянно бредил этим. Диск не о Буше, с этим закончено. Язв не стало, и Буш ушёл, так что настало время сделать что-то новое. Я думаю, что актуально сделать запись самой быстрой и самой тяжелой, которую я когда-либо делал. Просто потому, что мы сделали его как терапию антитерапии против кантри-музыки, мы просто взяли выходные дни и начали молотить быстрее, чем я делал в течение долгого времени, быстрее, чем Майки делал в течение долгого времени. Он только что сделал тур с Rigor Mortis и сказал, что это было легче, чем запись нового материала Ministry, таким образом, это должно быть жестоким, и это будет волновать многих людей.»
Группа объявила на своем сайте, что они отправились в студию 1 сентября 2011 года с инженером Самюэл Д’Амбруозо, чтобы начать запись Relapse.
Обложка была показана 19 декабря 2011 года. Сингл «99 Percenters» способствовал выпуску Relapse. Группа выпустила его на ITunes 23 декабря 2011 года, а два дня спустя он был опубликован на своей странице в Facebook. 20 января 2012 года, было объявлено, что «Double Tap» будет выпущен в качестве макси-сингла 24 февраля 2012 года.

## Отзывы
Критика Relapse, в основном, положительная. Обозреватель Дэвид Джеффрис из AllMusic: «Альбом сильнее и быстрее, нежели предыдущие альбом группы, и все же есть и более тяжелый элемент управления во всем, Йоргенсен держит жесткий контроль за всем, направляя этот индустриально-трэшовый монстр быстрым треком вниз, не выходя через край». Поставил альбому три с половиной звезды из пяти.

## Список композиций
1. «Ghouldiggers» — 7:41 (Йоргенсен, Скэшиа, Орр)
2. «Double Tap» — 4:06 (Йоргенсен, Квирин)
3. «FreeFall» — 4:36 (Йоргенсен)
4. «Kleptocracy» — 3:54 (Йоргенсен, Виктор)
5. «United Forces» — 4:53 (Stormtroopers of Death cover) (Милано, Бенанте, Лилкер, Иэн)
6. «99 Percenters» — 3:53 (Йоргенсен, Виктор, Д’Амбруозо)
7. «Relapse» — 5:49 (Йоргенсен)
8. «Weekend Warrior» — 5:43 (Йоргенсен, Скэшиа, Д’Амбруозо)
9. «Git Up Get Out 'n Vote» — 3:59 (Йоргенсен, Виктор)
10. «Bloodlust» — 5:37 (Йоргенсен, Виктор)
11. «Relapse (Defibrillator Mix)» — 7:06 (limited edition bonus track) (Йоргенсен)

## Чарты
| Чарт (2012)                        | Место |
| ---------------------------------- | ----- |
| Finnish Albums Charts              | 45    |
| German Albums Chart                | 72    |
| Swedish Albums Chart               | 56    |
| Swiss Albums Chart                 | 99    |
| US Billboard 200                   | 193   |
| Billboard Hard Rock Albums Chart   | 16    |
| Billboard Independent Albums       | 32    |
| Billboard Rock Albums Chart        | 46    |
| Billboard Tastemakers Albums Chart | 20    |

## Участники записи
- Эл Йоргенсен — вокал, гитары, клавишные, программирование, музыкальное программирование, продюсер
- Майк Скэшиа — гитары
- Томми Виктор — гитары
- Тони Кэмпос — бас-гитара
- Кейси Орр — бас-гитара, клавишные
- Самюэл Д’Амбруозо — программирование барабанов, вокал (8)
- Син Квирин — гитара (2)
- Анджелина Йоргенсен — дополнительный вокал
- Гектор Муньос — дополнительный вокал
- Марти Лопес — дополнительный вокал